# 舞台恐怖症

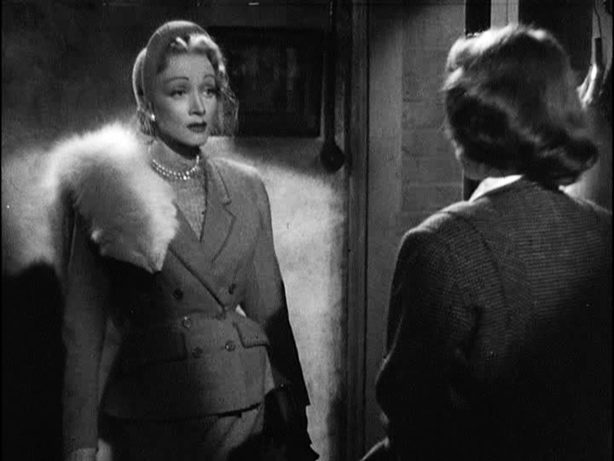
マレーネ・ディートリヒとジェーン・ワイマン

『舞台恐怖症』（ぶたいきょうふしょう、原題：Stage Fright）は、1950年に製作・公開されたイギリスの映画である。なお、原作はセルウィン・ジェプソンの短編小説"Man Running"である。

## 概要
アルフレッド・ヒッチコックが製作・監督、ジェーン・ワイマンとマレーネ・ディートリヒ、マイケル・ワイルディング、リチャード・トッドが出演した。
日本では劇場未公開であったが、『舞台恐怖症』のタイトルでテレビ放映・ビデオソフト化がなされている。
stage frightとは、本来は舞台でのアガリ症（舞台負け）の意味。

## キャスト
| 役名                             | 俳優                     | 日本語吹き替え | 日本語吹き替え |
| 役名                             | 俳優                     | 東京12ch版     | PDDVD版        |
| -------------------------------- | ------------------------ | -------------- | -------------- |
| イヴ                             | ジェーン・ワイマン       | 荘司美代子     | 大坂史子       |
| シャーロット・インウッド（女優） | マレーネ・ディートリヒ   | 藤野節子       | 沢海陽子       |
| ウィルフリッド・スミス           | マイケル・ワイルディング |                | 鈴木正和       |
| ジョナサン・クーパー             | リチャード・トッド       | 宮田光         | 鈴木貴征       |
| イヴの父                         | アラステア・シム         | 高塔正康       | 大塚智則       |
| イヴの母                         | シビル・ソーンダイク     |                | 中神亜紀       |
| ネイリー                         | ケイ・ウォルシュ         |                | 里念美帆子     |

- テレビ版：初回放送1968年12月5日21:00-22:26『木曜洋画劇場』[注釈 1]
- PDDVD版日本語吹き替えその他：東城光志、氷室衣鈴歌、嵜本正和、西垣俊作、藤田周

### ヒッチコックのカメオ出演
ジェーン・ワイマン演のイヴと道すれ違う。メイドに扮したイヴを振り返って見つめる。

## スタッフ
- 製作/監督：アルフレッド・ヒッチコック
- 脚色：ホイットフィールド・クック、アルマ・レヴィル
- 音楽監督：ルイス・レヴィ
- 作曲：レイトン・ルーカス
- 撮影監督：ウィルキー・クーパー
- 編集：エドワード・B・ジャーヴィス
- 美術：テレンス・ヴェリティ
- 衣裳：ミロ・アンダーソン
- マレーネ・ディートリヒの衣裳：クリスチャン・ディオール